# 1980년 대한민국
이 문서는 1980년 대한민국에서 일어난 사건을 다룬다.

## 재임자
제4공화국
- 대통령 : 최규하 (~8월 16일), 전두환 (8월 27일~)
  - 대통령 권한대행: 박충훈 (8월 16일 ~ 8월 27일)
- 국무총리 : 신현확 (~5월 21일), 박충훈 (5월 22일~9월 1일), 남덕우 (9월 2일~)

제5공화국 (10월 27일~)
- 대통령: 전두환
- 국무총리: 남덕우